# Lyceum Bisschop Bekkers
Lyceum Bisschop Bekkers (voorheen: Pleincollege Bisschop Bekkers en Bisschop Bekkers College) was een school voor voortgezet onderwijs, gevestigd in Eindhoven-Noord. De school bood havo-, atheneum- en gymnasium onderwijs en werd bestuurd door de stichting Ons Middelbaar Onderwijs (OMO).
Met ingang van schooljaar 1999-2000 heeft de school de mavo-richting, dat vanaf 1999 is opgegaan in het vmbo, afgestoten en is het onderwijs zich gaan richten op HAVO, Atheneum en Gymnasium. In 2011 is de naam van de school gewijzigd in Lyceum Bisschop Bekkers. Na de fusie met het Christiaan Huygens College draagt de school de naam Frits Philips Lyceum en Mavo.

## Geschiedenis
Het voormalige Lyceum Bisschop Bekkers is begin jaren ’70 opgericht als een dependance van het toenmalige Van der Puttlyceum. Die school in Woensel was sterk gegroeid en had te weinig lokaalruimte, waardoor er in Eindhoven-Noord een bijgebouw in gebruik werd genomen. In 1974 ontwikkelde de school zich na het samengaan met een nabijgelegen mavo tot een zelfstandige middelbare school en werd deze tot 'Bisschop Bekkers College' gedoopt. In de loop der jaren groeide de nieuwe school van een omvang van een paar honderd leerlingen tot een omvang van 1200 à 1300 leerlingen. Omdat er veel scholen in de omgeving vmbo-onderwijs aanboden, besloot de school het vmbo af te stoten. Dit leidde tot een daling van het aantal leerlingen. Vanaf de millenniumwisseling hervond de school weer een stijgende lijn in het aantal aanmeldingen. Sinds 2008 bedraagt de instroom in de brugklassen gemiddeld 140 leerlingen.
Anno 2011 telde de school ca. 750 leerlingen. De leerlingen kwamen voornamelijk uit Eindhoven, en de omringende gemeenten Best en Son en Breugel.
In 2014 fuseerde het Lyceum Bisschop Bekkers met het Christiaan Huygens College (locatie Broodberglaan) tot de Frits Philips Lyceum-Mavo. Reden daartoe was het dalend leerlingenaantal. Het Christiaan Huygens College aan de Broodberglaan was een kleine protestants-christelijke school voor vmbo-t, havo en vwo onderbouw. In 2017 werd een nieuw gebouw aan de Avignonlaan betrokken en werd de fusie geëffectueerd. Het Frits Philips telde toen in totaal ongeveer 1800 leerlingen en maakte deel uit van het Eindhovens Christelijk Voortgezet Onderwijs. Men voorzag een daling tot 1600 leerlingen.

## Omvang
- 1980: 1307 leerlingen
- 1990: 1116 leerlingen
- 1995: 996 leerlingen
- 2000: 846 leerlingen
- 2005: 928 leerlingen
- 2007: 943 leerlingen
- 2008: 850 leerlingen
- 2011: 750 leerlingen

## Bekende (oud-)leerlingen en leraren
- Martijn van Dam, PvdA-politicus
- Robbie van de Graaf, youtuber
- Leon Kantelberg, voetballer
- Geert-Jan Knoops, advocaat
- Hester Kootstra, finaliste in het RTL 4-programma X Factor
- Luc Krotwaar, atleet
- Roberto Lanckohr, voetballer
- Funso Ojo, voetballer